# Ipotesi sulla storia della Sindone

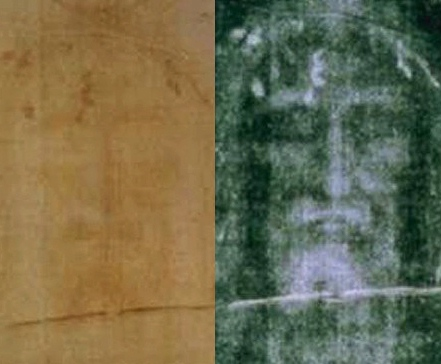
Il volto dell'Uomo della Sindone nel positivo e negativo fotografico

Gli storici sono d'accordo nel ritenere documentata con sufficiente certezza la storia della Sindone di Torino a partire dalla metà del XIV secolo. Sulla sua storia precedente e sulla sua antichità non vi è accordo.
Quanti credono che essa sia un falso ritengono semplicemente che essa non esistesse prima di tale epoca. Un importante elemento a sostegno di questa tesi è il risultato dell'esame del carbonio 14 eseguito nel 1988, secondo il quale il telo risale al periodo compreso tra il 1260 e il 1390.
Quanti invece credono che la Sindone sia l'autentico lenzuolo sepolcrale di Gesù rifiutano i risultati della datazione al carbonio 14, in quanto li ritengono inattendibili da un punto di vista statistico, e ne collocano l'origine nella Palestina del I secolo. Ritengono quindi che la Sindone sia l'autentico lenzuolo funebre di Gesù e che risalga alla Terra di Israele del I secolo; essi sostengono inoltre la «suggestiva ipotesi» secondo cui la Sindone di Torino sia da identificare con il Mandylion o "Immagine di Edessa", un'immagine di Gesù molto venerata dai cristiani d'Oriente, scomparsa nel 1204 (questo spiegherebbe l'assenza di documenti che si riferiscano alla Sindone nel periodo precedente). In questo caso, occorre ipotizzare che il telo di Edessa, che è descritto come un fazzoletto, fosse esposto solo ripiegato più volte e in modo tale da mostrare unicamente l'immagine del volto.

## Cronologia
I principali eventi documentati della storia della Sindone sono:
- nel 1353, a Lirey in Francia, il cavaliere Goffredo di Charny fa costruire la chiesetta dove avverranno le prime ostensioni della sindone.
- Fra il 1355 e il 1357 circa la sindone è esposta tutta distesa dai canonici della chiesetta di Lirey. Sono le prime ostensioni documentate della storia.
- Nel 1389 il memoriale del vescovo di Troyes, Pierre d'Arcis, la definisce per la prima volta una raffigurazione artificiale: il vescovo sostiene che già il suo predecessore, Enrico di Poitiers, si era occupato della questione in occasione delle prime ostensioni, individuando l'artefice che l'aveva realizzata ed ottenendo la sua confessione[4]. Dopo il divieto di procedere a ulteriori ostensioni, il telo era stato tenuto nascosto per diversi decenni, in un luogo imprecisato.
- Il 6 gennaio 1390 l'antipapa Clemente VII definisce la sindone di Lirey "un dipinto fatto a somiglianza della sindone di nostro Signore", concedendo comunque, qualche mese dopo, indulgenze speciali per quanti vi si fossero recati in visita.
- Nel 1418, durante la Guerra dei Cent'anni Margherita di Charny (figlia di Goffredo II) col marito Umberto de la Roche ritirano tutte le reliquie dalla chiesa di Lirey, tra cui la sindone, rilasciando relativa ricevuta. Al termine della guerra Margherita si rifiuta di restituirlo alla collegiata di Lirey e negli anni seguenti inizia ad organizzare una serie di ostensioni nei suoi viaggi lungo l'Europa. Queste causeranno l'apertura di una inchiesta sul suo comportamento voluta dal vescovo di Chimay (una delle città toccate dai viaggi). Al termine dell'inchiesta Margherita è costretta a produrre le bolle papali che dichiaravano la sindone una semplice raffigurazione e in virtù di queste viene espulsa dalla città.
- Il 22 marzo 1453 Margherita di Charny vende la Sindone al duca Ludovico II di Savoia, che la porta a Chambéry, sua capitale. Per questo atto e per le precedenti ostensioni non autorizzate Margherita viene scomunicata.
- Il 6 febbraio 1464 Ludovico II di Savoia assegna una pensione annuale ai canonici di Lirey per la perdita della sindone. È il primo atto con cui i Savoia dichiarano ufficialmente di possedere il Sacro Telo.
- Nel 1473 il teologo Francesco della Rovere nel suo trattato "Del corpo e del sangue di Cristo" indica nella sindone il vero sudario di Cristo ove ancora era possibile trovare un po' del preziosissimo sangue di Cristo.
- L'11 giugno 1502 Filiberto II di Savoia deposita la sindone nella Sainte-Chapelle du Saint-Suaire del castello ducale di Chambéry appositamente costruita.
- Il 14 aprile 1503 Antoine Lalaing sostiene che la sindone viene sottoposta alla "prova del fuoco" per provarne l'autenticità, ma non si è potuto cancellare né rimuoverne l'immagine
- Il 9 maggio 1506 Papa Giulio II autorizza il culto della Sindone fissandone la ricorrenza festiva il 4 maggio.
- Nella notte tra il 3 e 4 dicembre 1532 la Sindone viene danneggiata da un incendio che la brucia in più punti. Tra il 15 aprile e il 2 maggio dell'anno successivo le suore clarisse di Chambéry la riparano applicando alcune toppe e cucendola su una tela d'Olanda di sostegno.
- Il 7 maggio 1536 la sindone è esposta ai fedeli dalle mura del Castello Sforzesco di Milano.
- Il 18 novembre 1553 il maresciallo di Francia Carlo Brissac espugna Vercelli e cerca di impossessarsi della sindone che viene nascosta dal canonico Giovanni Antonio Costa.
- Il 19 settembre 1578 il duca Emanuele Filiberto, che ha spostato a Torino la capitale del ducato, vi trasferisce anche la Sindone. Nel mese successivo San Carlo Borromeo assolve al proprio voto di recarsi in pellegrinaggio a piedi in visita alla sindone esposta a Torino partendo da Milano.
- Nel 1598 viene costituita la Confraternita del Santo Sudario con la "missione di promuovere la conoscenza ed il culto" della sindone.
- Nel 1625 Antoon van Dyck vede la sindone a Torino e dipinge il crocifisso con i chiodi infissi nei polsi e non nel palmo delle mani come era in uso.
- Nel 1667 Guarino Guarini viene incaricato di progettare ed erigere la cupola della cappella della sindone di Torino iniziata da Amedeo di Castellamonte e situata tra la cattedrale ed il palazzo reale.
- Nel 1685 la sindone è esposta nella cappella dei SS. Stefano e Caterina del duomo di Torino.
- Il 1º giugno 1694 i Savoia traslano ufficialmente la sindone dalla cappella dei SS. Stefano e Caterina in quella apposita completata dal Guarini.
- Il 14 giugno 1694 il beato Sebastiano Valfrè esegue riparazioni alla sindone sostituendo il telo applicato dalle clarisse di Chambéry con uno di seta nera.
- Nel 1706 durante l'assedio di Torino, la Sindone viene temporaneamente trasferita a Genova.
- Nel 1898 la Sindone viene fotografata per la prima volta, e si scopre che l'immagine dell'Uomo della Sindone è un negativo: questo avvenimento solleva l'interesse della comunità scientifica sul lenzuolo e riaccende il dibattito, a tutt'oggi non concluso, sulla sua autenticità.
- Dal 1939 al 1946 la Sindone viene segretamente nascosta all'interno dell'abbazia di Montevergine in Campania.[5] Per un accordo fra Vittorio Emanuele III e Pio XII, la reliquia viene trasferita nel santuario, sia per proteggerla dai bombardamenti, sia per nasconderla a Hitler che ne era ossessionato e che la voleva sottrarre.
- Nel 1973 avviene la prima ostensione televisiva della Sindone, che la rivela al grande pubblico.
- Nel 1983 Umberto II di Savoia, ultimo Re d'Italia, morendo lascia la Sindone in eredità al Papa, che ne delega la custodia all'Arcivescovo di Torino.
- Nel 1988 la Sindone viene sottoposta all'esame del carbonio-14: il risultato è che il lenzuolo è di epoca medievale (1260-1390, periodo compatibile con la sua comparsa a Lirey nel 1353), ma diversi sindonologi ne contestano l'attendibilità.
- Nella notte tra l'11 e 12 aprile del 1997 la Sindone è minacciata da un incendio che devasta la Cappella del Guarini; portata in salvo dai vigili del fuoco, non riporta alcun danno.
- Nel 2002 la Sindone è sottoposta a un intervento di restauro conservativo: tra l'altro vengono rimosse le toppe e il telo di sostegno applicati dopo l'incendio del 1532.

Secondo l'ipotesi autenticista, queste sarebbero le tappe salienti della sua storia nei primi tredici secoli:
- Inizialmente il corpo di Gesù viene avvolto in un telo di lino venerdì 3 aprile del 33 d.C. (o venerdì 7 aprile del 30 d.C. secondo un'altra datazione).
- Successivamente, la Sindone sarebbe stata conservata dalla primitiva comunità cristiana, come ricordo della Passione di Gesù; a causa delle persecuzioni viene tenuta nascosta.
- In seguito, entro il VI secolo, la Sindone sarebbe stata portata nella città di Edessa e sarebbe divenuta nota come Mandylion.
- Poi nell'VIII secolo il Mandylion si sarebbe trovato ancora a Edessa, descritto, secondo il Codex Vossianus Latinus Q69, come un telo su cui è presente tutta l'immagine del corpo di Gesù.[7]
- Nel Concilio di Nicea del 787, l'immagine di Edessa viene descritta come non fatta da mano d'uomo.[8]
- Nel 944, dopo che Edessa è stata occupata dai musulmani, i bizantini trasferiscono il Mandylion a Costantinopoli, come testimoniato dallo storico bizantino Giovanni Skylitzes.[9]
- Nel X secolo, secondo la lettura che danno gli autenticisti[10] del codice Vaticano Greco 511, Gregorio, arcidiacono di Costantinopoli, avrebbe affermato che l'immagine presente a Costantinopoli raffigurava tutto il corpo di Gesù o quanto meno fino ai fianchi.[11] Tuttavia questa interpretazione risulta incompatibile con quanto è detto altrove nello stesso testo ove si parla di un dipinto divino fatto col sudore del volto di Gesù[10].
- Nel 1147 Luigi VII di Francia venera la Sindone a Costantinopoli.
- Nel 1171 Manuele I Comneno mostra ad Amalrico I re dei latini di Gerusalemme le reliquie della passione di Cristo, tra cui la Sindone.
- Nel 1204 Costantinopoli viene saccheggiata dai crociati, e del Mandylion, ovvero della Sindone, si perdono le tracce.  Probabilmente il timore della scomunica esistente per i ladri di reliquie ne provoca l'occultamento. Sono state avanzate diverse ipotesi per spiegare come essa sia poi giunta in Francia, dove ricompare circa 150 anni dopo.

## Sindone evangelica
Secondo i racconti dei vangeli, dopo la sua morte il corpo di Gesù fu deposto dalla croce, avvolto in un lenzuolo (sindone) con bende e trasposto nel sepolcro. Luca e Giovanni menzionano i tessuti funebri anche dopo la risurrezione. Della sindone evangelica non viene fornita alcuna descrizione circa dimensioni e materiale; viene però indicato che fu utilizzato un telo per il corpo e un fazzoletto (sudario), separato, per la testa. Circa la forma è stato ipotizzato che la descrizione di san Giovanni sia compatibile con la Sindone di Torino. Secondo la scuola esegetica di Madrid infatti, il traduttore greco dell'originale aramaico di san Giovanni avrebbe letto al plurale la parola aramaica che significa "telo, pezzo di stoffa" e quindi tradotto con "bende"; secondo tale interpretazione si sarebbe quindi trattato di un duale (forma che esprime la quantità di due), che nella scrittura consonantica dell'aramaico si scrive allo stesso modo. Giovanni parlerebbe quindi di un "doppio lenzuolo", cioè un lenzuolo che fu steso sopra e sotto il corpo, come la Sacra Sindone.
È stato ipotizzato anche che il telo e il sudario siano stati conservati dalla primitiva comunità cristiana, pur non essendo presente alcun esplicito accenno o riferimento, nei Vangeli, circa la formazione di un'immagine su un qualche tessuto. Va inoltre preso in considerazione il fondamento teologico dell'avversione del popolo ebraico alla raffigurazione di immagini allo scopo di venerarle (idolatria), presente sin da Esodo: "Non ti farai idolo né immagine alcuna di ciò che è lassù nel cielo, né di ciò che è quaggiù sulla terra, né di ciò che è nelle acque sotto la terra"(Esodo, 20, 4).

## Fonti antiche sulla Sindone e sul Sudario di Cristo

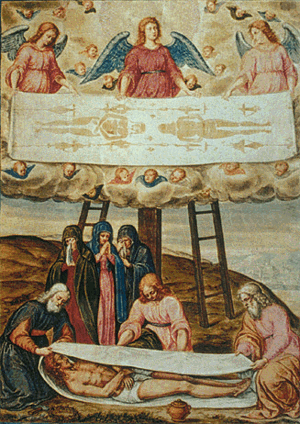
Dipinto su tela di Gianbattista delle Rovere detto "Il Fiammenghino" conservato nella Galleria Sabauda.

Nel Nuovo Testamento la sindone evangelica viene esplicitamente citata solo in occasione della deposizione nel sepolcro. I sostenitori dell'autenticità della Sindone ipotizzano che dopo la risurrezione di Gesù il lenzuolo sia stato conservato e venerato dalla primitiva comunità cristiana di Gerusalemme, ipotesi smentita dallo storico del Cristianesimo delle origini Mauro Pesce, secondo il quale non solo non vi è notizia di questa conservazione, ma essa era anche contraria alla concezione di fede dei cristiani di primi secoli.
Nel II secolo il Vangelo degli Ebrei, uno scritto apocrifo diffuso tra i giudeo-cristiani in Palestina e andato perduto, accenna fugacemente alla sindone: «Il Signore, dopo aver dato la sindone al servo del sacerdote, apparve a Giacomo» (citato da Girolamo, Uomini illustri cap. 2). Alcuni studiosi identificano questo anonimo "servo del sacerdote" con personaggi cristiani: l'evangelista Giovanni, Malco, oppure Pietro apostolo ipotizzando una corruzione del testo latino. Lo storico del Cristianesimo delle origini Mauro Pesce sottolinea come né il Vangelo degli Ebrei né Girolamo, che riporta il brano e che visse quattro secoli dopo, affermano che sul sudario erano impresse immagini di alcuna sorta.
Il Vangelo di Nicodemo, datato al II secolo, nelle varie redazioni pervenute, accenna alla sindone e al sudario che sono dette presenti nel sepolcro dopo la risurrezione. Non viene aggiunto nulla di nuovo rispetto al resoconto dei vangeli sulla sindone evangelica e non si accenna ad un'immagine impressa.
Il Vangelo di Gamaliele, conservato indirettamente tramite un manoscritto etiope del V-VI secolo, riporta gli eventi della risurrezione nominando 16 volte le "bende" di Gesù. In particolare, secondo questo testo Ponzio Pilato si recò al sepolcro dopo la risurrezione, «prese le bende mortuarie, le abbracciò e, per la grande gioia, scoppiò in lacrime quasi che avvolgessero Gesù». Grazie alle bende un soldato recupera miracolosamente la vista e il "buon ladrone" viene risuscitato. Divengono oggetto di culto: «tutto il popolo, quelli della regione di Samaria e i pagani volevano vederle». Anche in questo testo non si parla di immagini impresse sulle bende mortuarie.
Si fa menzione delle fasce sepolcrali e del sudario che avvolsero Gesù morto anche in due distinte omelie del IV secolo di Cirillo di Gerusalemme. Nella Catechesi quattordicesima si legge: «Molti sono i testimoni della risurrezione... la roccia del sepolcro... gli angeli di Dio... Pietro, Giovanni e Tommaso, insieme agli altri Apostoli, dei quali alcuni accorsero al sepolcro; i lini della sepoltura, coi quali fu prima avvolto, che giacenti dopo la risurrezione... le fasce sepolcrali e il sudario che lasciò risorgendo... i soldati...» (14, 22). Nella Catechesi ventesima: «Vera la morte di Cristo, vera la separazione della sua anima dal suo corpo, vera anche la sepoltura del suo santo corpo avvolto in un candido lenzuolo». (20, 7). Le catechesi si riferiscono quindi alla sindone evangelica e non forniscono criteri utili circa la storicità della Sindone di Torino. Neanche qui vi è accenno ad un'immagine impressa sui tessuti.
Nel VII secolo Braulione, vescovo di Saragozza, nella lettera 42 all'abate Tajo cita i lini e il sudario evangelico, ipotizzando che questo sia stato conservato dagli apostoli. Anche in questo caso l'accenno non fornisce utili indicazioni storiche circa la sindone e non accenna a un'immagine impressa.
Nell'opera De locis sanctis, scritta dal monaco Adamnano nel 698, è descritto il pellegrinaggio del monaco e vescovo Arculfo compiuto a Gerusalemme attorno al 670. Il pellegrino descrive il ritrovamento del sudario di Cristo ("quello che era stato posto sul suo capo nel sepolcro") e il culto ad esso attribuito (1, 10). Secondo il racconto di Arculfo, il sudario era stato prelevato dal sepolcro di Gesù da un anonimo giudeo ed era stato tramandato come patrimonio di famiglia. Tre anni prima (circa 667) era sorta una disputa sul possesso del sudario. Il re dei saraceni Navias (cioè Mu'awiya ibn Abi Sufyan) aveva chiamato i due gruppi di contendenti e buttato il lino in un fuoco, ma questo era rimasto sospeso sulle fiamme volando poi di fronte a un pretendente. Il lino era custodito in uno scrigno e venerato dal popolo, Arculfo stesso l'aveva baciato. Misurava "quasi otto piedi in lunghezza", cioè circa 2,3 metri, mentre la Sindone di Torino è lunga 4,42 metri. Arculfo non accenna a un'immagine impressa sul telo. Secondo una ricostruzione, il sudario venerato da Arculfo sarebbe una reliquia poi venerata in Francia come Santo Sudario di Compiègne, distrutto durante la rivoluzione francese.
Alla Sindone si riferirebbe un passo del rito mozarabico che si ritiene risalire al VI secolo: «Ad monumentum Petrus cum Johanne concurrit : recentiaque in linteaminibus defuncti : & resurgentis vestigia cernit»,; secondo questo studioso, il brano indicherebbe che Pietro e Giovanni videro le "impronte" del risorto sui lini, ma il parallelo col Vangelo secondo Giovanni 20,3-8 indicherebbe che il termine «vestigia» vada inteso come «indizio» o «traccia».
Secondo altri, papa Stefano II (752-757) scrisse che la figura del volto e dell'intero corpo di Gesù è stata "divinamente trasferita" sul lenzuolo. Non è però possibile affermare con certezza né che si trattasse della vera sindone, né che fosse lo stesso lenzuolo che oggi si trova a Torino.
Jack Markwardt ha avanzato l'ipotesi che la Sindone sia stata conservata nei primi secoli ad Antiochia, forse portatavi dallo stesso Pietro (che, secondo la tradizione, ne fu il primo vescovo), e tenuta nascosta dapprima a causa delle persecuzioni, e quindi a motivo delle dispute tra cristiani ortodossi, ariani e monofisiti. Essa sarebbe stata trasferita ad Edessa solo nel 540, quando Antiochia fu assediata dai Persiani di Cosroe I.

## Rapporti con altre reliquie

### Il Mandylion

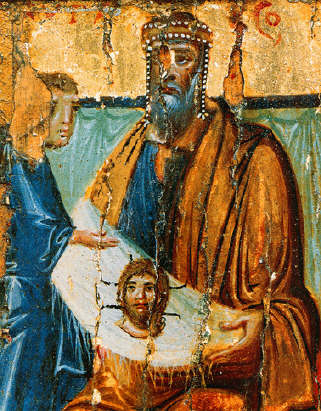
Re Abgar di Edessa e il Mandylion, icona del X secolo nel monastero di Santa Caterina nel Monte Sinai.

Il Mandylion era un fazzoletto che recava un'immagine del volto di Gesù ritenuta miracolosa. Custodito dapprima a Edessa, nel 944 il Mandylion fu trasferito a Costantinopoli; dopo il saccheggio della città avvenuto nel 1204 nel corso della Quarta crociata se ne perdono le tracce.
Secondo gli autenticisti l'ipotesi di identificazione del Mandylion con la Sindone si potrebbe basare su quelle che ritengono essere delle similarità tra i due oggetti: anzitutto ad entrambe le immagini era attribuita un'origine miracolosa, derivante da un contatto diretto col volto o il corpo di Gesù. Nel 944 l'arcidiacono Gregorio afferma che l'immagine del Mandylion non è dipinta e non reca tracce di colori artificiali, ma è solo "splendore" ed è stata impressa dalle gocce di sudore di Cristo. Inoltre, sebbene le più antiche testimonianze descrivano il Mandylion come un fazzoletto di dimensioni ridotte sul quale era impresso il solo volto di Gesù, a partire dal suo arrivo a Costantinopoli si inizia a parlare di una figura più ampia: Gregorio menziona le "gocce di sangue sgorgate dal suo stesso fianco", dal che si deduce che l'immagine si estendeva almeno fino al costato.

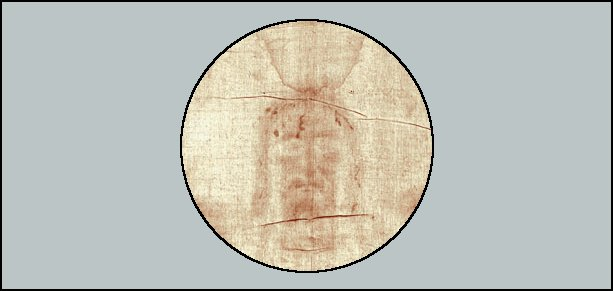
Come apparirebbe la Sindone ripiegata in otto e inserita in un reliquiario con un'apertura circolare.

Emanuela Marinelli suggerisce che il Mandylion/Sindone venisse originariamente tenuto ripiegato in modo da mostrare il solo volto di Gesù. Alcune antiche raffigurazioni del Mandylion, secondo la Marinelli, confermerebbero questa ipotesi: esse mostrerebbero un reliquiario le cui dimensioni corrispondono a quelle della Sindone piegata in otto, con un'apertura circolare al centro attraverso la quale si vede il volto di Cristo, mentre tutto il resto dell'immagine rimane nascosto.
Normalmente il Mandylion veniva conservato in uno scrigno in una cappella chiusa: solo una volta all'anno l'arcivescovo di Edessa poteva entrare, da solo, nella cappella e aprire lo scrigno. I comuni fedeli potevano soltanto guardare lo scrigno chiuso dall'esterno della cappella attraverso una grata, o una volta all'anno quando veniva portato, sempre chiuso, in processione.
Marinelli ipotizza quindi che solo a Costantinopoli il reliquiario fu aperto, si scoprì l'immagine intera, e si comprese la reale natura del telo..
Non c'è accordo sugli studiosi se, a partire dall'anno Mille circa, i cataloghi delle reliquie possedute dalla corte imperiale parlano esplicitamente sia della Sindone che del Mandylion o meno..
Altri documenti dicono che la Sindone fu mostrata nel 1147 a re Luigi VII di Francia, e nel 1171 a re Amalrico I di Gerusalemme.
L'ultimo riferimento si deve a Roberto di Clary, cronista della Quarta crociata: egli scrive che, prima della conquista della città da parte dei crociati (12 aprile 1204), la sindone con la figura di Gesù veniva esposta ogni venerdì nella chiesa di Santa Maria delle Blacherne; ma questa citazione potrebbe dimostrare come la sindone e Mandylion non possano coincidere, dato che Clary narra anche dell'esistenza del Mandylion, sostenendo che era custodito in un vaso d'oro e in un altro punto della città.
Non è storicamente provato che la Sindone descritta in questi documenti sia la Sindone di Torino, e non qualche altra reliquia esistente all'epoca. Dato che in periodi successivi è testimoniata l'esistenza di più Sindoni, non è da escludere che ne esistessero più copie anche nei secoli precedenti.

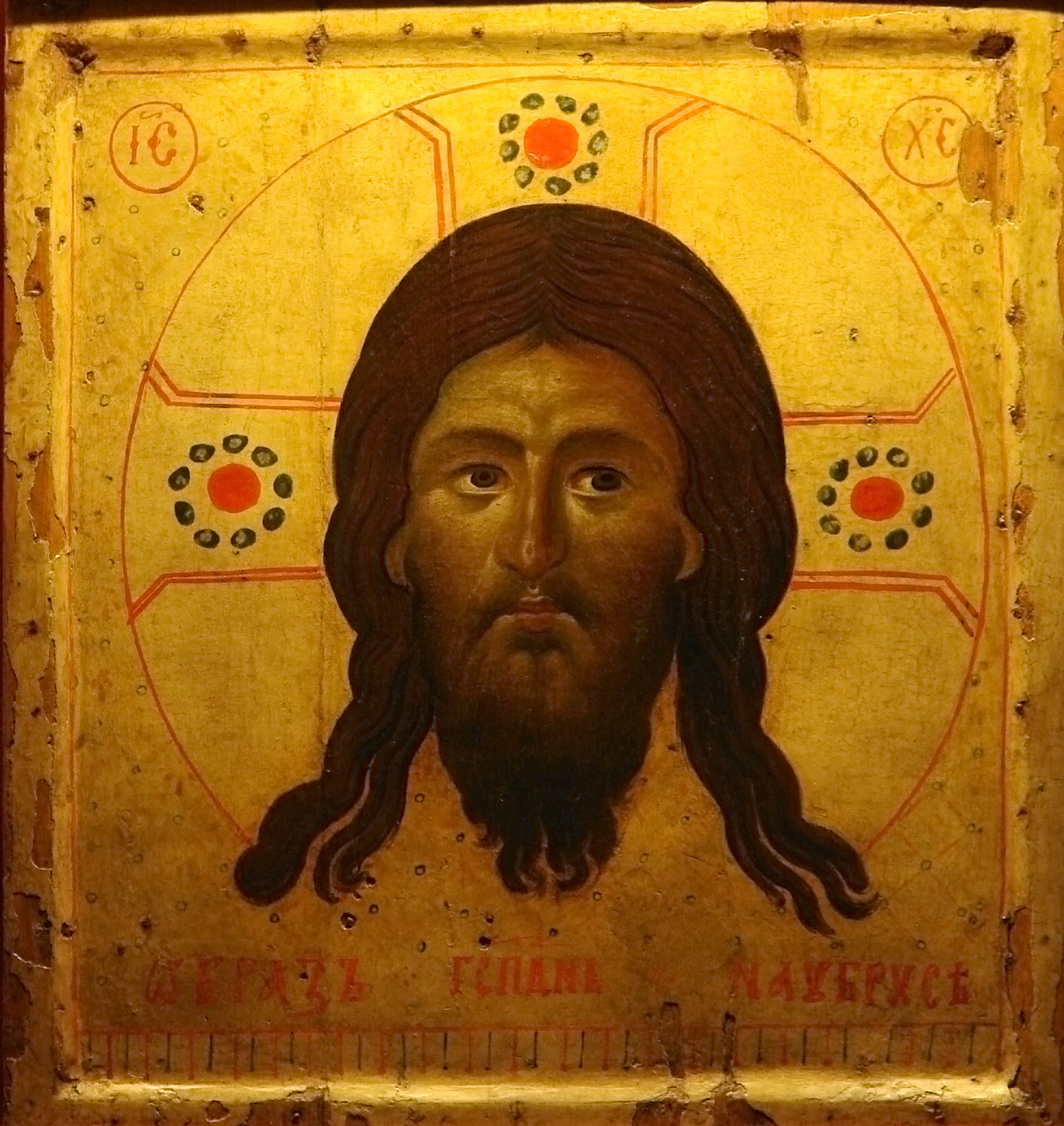
Icona della Sainte Face, riproduzione del Mandylion, ante 1249, Cattedrale di Laon

Occorre ulteriormente considerare che la tradizione vuole che il Mandylion sia un'immagine di Gesù vivente: secondo una leggenda, Cristo si sarebbe asciugato il viso con un telo e su di esso sarebbe rimasta impressa l'immagine del suo volto (e solo di esso), questo telo sarebbe stato poi consegnato al re di Edessa. E ad Edessa sarebbe rimasto sino alla traslazione a Costantinopoli. Per l'appunto se il Mandylion costantinopolitano è da mettere in relazione con la leggenda del re di Edessa esso non può essere identificato con la Sindone che ovviamente reca l'immagine di un uomo morto. D'altro canto il Mandylion è un elemento ricorrente nell'iconografia bizantina: esso è sempre raffigurato come un telo recante il volto di Cristo e mai la figura del suo corpo. E, soprattutto, come ben si vede in queste icone, Cristo è vivo (ha gli occhi aperti) e non reca i segni della Passione. Se la Sindone di Torino fosse il Mandylion non si comprenderebbe quale sia l'origine (risalente e costante) dell'iconografia utilizzata per raffigurare quest'ultimo. A ciò bisogna aggiungere che al tempo della disputa iconoclasta il Mandylion è utilizzato dagli iconoduli come argomento a favore della liceità delle immagini sacre: queste testimonianze fanno riferimento sempre al Mandylion inteso come rappresentazione del volto di Cristo.

### Il Velo della Veronica

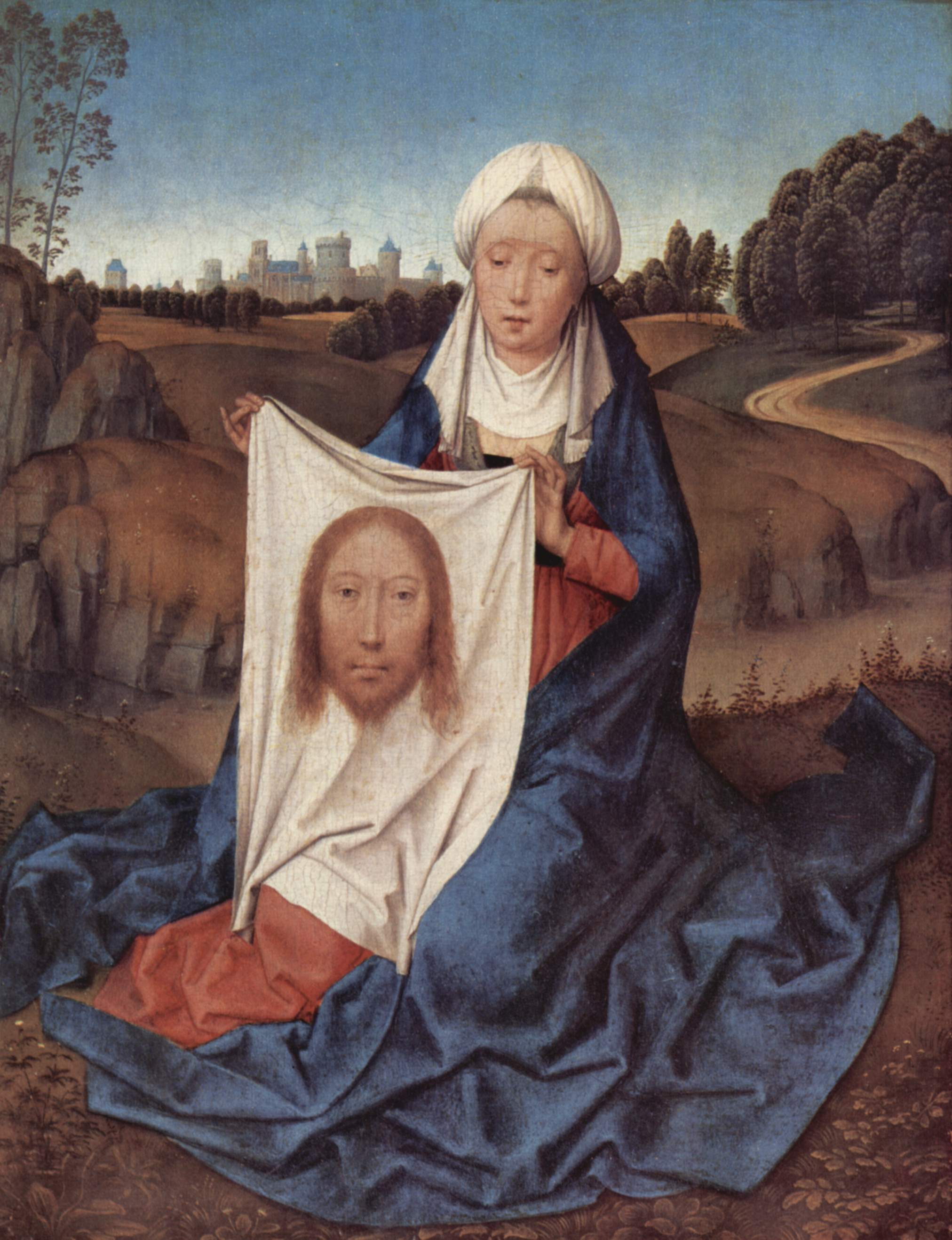
Santa Veronica e il Velo con il volto di Gesù, dipinto del 1433 di Hans Memling.

Il velo della Veronica compare in alcuni scritti apocrifi tardi appartenenti al Ciclo di Pilato (talvolta erroneamente citato come Atti di Pilato): Guarigione di Tiberio, Vendetta del Salvatore e Morte di Pilato. I tre scritti si sono conservati in autonome redazioni medievali (rispettivamente del VIII, IX e XIV secolo) scritte in latino ma derivano da una versione precedente andata perduta, probabilmente del VI secolo. La trama dei tre apocrifi è sostanzialmente la stessa: l'imperatore Tiberio gravemente ammalato invia a Gerusalemme Volusiano che punisce i responsabili della morte di Gesù, trova una sua immagine in possesso della Veronica, la conduce a Roma e grazie ad essa l'imperatore è guarito. Numerose sono le icone della cristianità occidentale che sono state considerate il Velo della Veronica.
L'ipotesi di identificazione del Velo della Veronica con la Sindone di Torino appare a prima vista impossibile: la Sindone è un lenzuolo funebre e reca impressa una figura intera umana, mentre le leggende, come le icone pervenuteci, sono relative a un panno di limitate dimensioni con la raffigurazione del solo volto, analogo al già citato mandylion di Edessa. Tuttavia, come si è già visto sopra, è stato ipotizzato da alcuni storici che il mandylion coincidesse la Sindone ripiegata in modo tale da mostrare il solo volto. Secondo questa ipotesi quindi le leggende e le copie occidentali del Velo della Veronica potrebbero fondarsi indirettamente sulla Sindone-Mandylion, e l'esame dei tratti iconografici comuni a veli e Sindone ne sarebbe la prova.

## Ipotesi sulla Sindone prima della sua comparsa a Lirey (prima del 1353)
Coloro che ritengono che la Sindone di Torino sia il vero lenzuolo funebre di Cristo devono dare risposta all'interrogativo su come mai essa compaia d'improvviso in Francia ben tredici secoli ed oltre dopo la Passione. Quasi tutti i sostenitori della tesi autenticista identificano la Sindone torinese con la stessa reliquia documentata a Costantinopoli in epoche precedenti al suo rinvenimento francese. L'assunto di fondo di questa ricostruzione è che la Sindone, sino ad allora a Costantinopoli, sia stata trafugata in occasione del sacco della città avvenuto il 13 aprile 1204 nel corso della IV crociata, a guida franco-veneziana. Su come poi la Sindone, se davvero si trovava fino al 1204 a Costantinopoli, dalle rive del Bosforo ricompaia a Lirey nel 1353 in mano a Goffredo di Charny sono state avanzate diverse ipotesi.
Tuttavia, poiché l'arrivo in Occidente della Sindone è posto, da molti autenticisti, in relazione alle Crociate appare utile tener conto che tale periodo storico è segnato dalla comparsa improvvisa in Medio Oriente di un gran numero di reliquie, di cui fino ad allora non si conosceva l'esistenza, ed esisteva un commercio fiorente di tali oggetti, che venivano acquistati dai Crociati e spesso donati a Chiese o a Sovrani al loro ritorno in patria. La maggior parte delle reliquie presenti nell'Europa Occidentale ha questa storia e sono forti i dubbi sulla loro autenticità.
Del resto nella società medievale il possesso di reliquie aveva significati anche ulteriori a quello propriamente devozionale. Le reliquie infatti erano fonte di prestigio e, più prosaicamente, di ingenti guadagni a causa dei pellegrinaggi che esse erano in grado di attrarre. Non stupisce allora che un centro religioso e politico dell'importanza di Costantinopoli - che si vorrebbe sede di provenienza della Sindone di Torino - fosse anch'esso depositario di reliquie del massimo valore. Infatti oltre al Mandylion è testimoniata a Costantinopoli, per citarne solo alcune, la presenza delle reti da pesca degli Apostoli, delle ceste utilizzate per la moltiplicazione dei pani e dei pesci, della mangiatoria utilizzata come culla a Betlemme e così via, finanche all'Arca di Noe. Non dovrebbe destare meraviglia allora che anche a Costantinopoli vi fosse un lenzuolo funebre utilizzato come sudario di Cristo, del resto solo uno dei molti censiti nella storia delle sante reliquie.
Per cogliere il parossismo del culto delle reliquie basti pensare, come ha raccontato Umberto Eco, che tra di esse si è contemplata anche una testa di Giovanni Battista quand'era bambino o alla celeberrima constatazione di Giovanni Calvino che mettendo insieme tutti i frammenti della Vera Croce allora sparsi per il mondo sarebbe stato possibile riempire una nave.

### La Quarta Crociata
Un'ipotesi seguita è che fu Ottone de la Roche, uno dei comandanti della IV crociata, che era acquartierato proprio nella zona delle Blacherne - parte della città in cui era situato il palazzo imperiale, nella cui cappella palatina, Santa Maria delle Blacherne, sarebbe stata conservata la Sindone - a impossessarsi del lenzuolo. Nel 1205 un nobile bizantino scrive al Papa che la Sindone rubata si trova ad Atene, dove Ottone si era stabilito, e ne richiede la restituzione. In seguito Ottone l'avrebbe portata o fatta recapitare a suo padre, Ponzio de la Roche, a Besançon. Tempo dopo, forse a seguito di un furto, la Sindone sarebbe pervenuta al re Filippo VI e da questi donata a Goffredo di Charny, in ricompensa del suo valore, come afferma un documento del 1525 redatto dai canonici di Lirey. Oppure sarebbe stata ereditata dalla moglie di Goffredo, Giovanna di Vergy, discendente di Ottone.
È da notare però che proprio a Besançon è attestata l'esistenza, in quell'epoca, di un'altra sindone, molto nota e ritenuta dotata di poteri miracolosi, venerata a partire dal XIII, anche questa, secondo la tradizione, recuperata durante le crociate. Essa era simile a quella di Torino ma più piccola (2,6×1,3 m) e rappresentante solo la parte anteriore del corpo, con però la ferita sul costato situata nella parte sinistra; andò apparentemente distrutta in un incendio nel 1349, ma nel 1377 i canonici della cattedrale sostennero di averla ritrovata intatta in un armadio che era scampato all'incendio. Questa sindone ritrovata ritornò ad essere venerata e coesistette con la Sindone di Torino fino al 1794, quando venne distrutta definitivamente durante la Rivoluzione francese.
Altra ipotesi è la Sindone di Torino sarebbe stata nella cattedrale di Besançon fino al 1349, quando Giovanna di Vergy se ne sarebbe riappropriata, approfittando dell'incendio per simularne la distruzione ed evitare le proteste dei fedeli, e quindi l'avrebbe portata con sé a Lirey; la Sindone ritrovata nel 1377 sarebbe stata invece una copia.

### I Templari
Secondo Ian Wilson e altri, sarebbero stati invece i Templari a prendere la Sindone e a custodirla fino allo scioglimento dell'ordine: nel 1314, quando l'ultimo Gran maestro Jacques de Molay viene messo al rogo, insieme a lui è bruciato anche un alto dignitario dell'Ordine a nome Goffredo di Charny, omonimo e forse parente di colui che quarant'anni dopo espone pubblicamente la Sindone. Tra le accuse mosse ai Templari durante il processo, vi fu anche quella di adorare in segreto il volto di un uomo barbuto (il "Bafometto"). I sostenitori di questa tesi avanzano l'ipotesi che tale volto possa identificarsi con quello dell'uomo della Sindone. Nel 1950 fu ritrovato a Templecombe in Inghilterra, in una vecchia casa templare, il coperchio di una cassetta sul quale era dipinto un volto che alcuni hanno definito molto simile a quello sindonico. I sostenitori della tesi templare ipotizzano che questa cassetta contenesse proprio la Sindone. In merito si è, tuttavia, osservato che la somiglianza tra il volto di questo pannello e l'immagine sindonica si limita al fatto che in entrambi i casi vi è un uomo con la barba e i capelli lunghi (per altro il volto del pannello è ben vivo - ha gli occhi aperti - e non ha i segni della Passione). Il che si sostiene sia un po' poco per stabilire delle relazioni tra le due immagini e ancor meno per suffragare l'ipotesi di avere scoperto il contenitore della Sindone. Anche la datazione dendrologica del legno del pannello ha suscitato molti dubbi sulla compatibilità di quest'oggetto con l'epoca dei Templari, tacendo del fatto che la pittura che vi è stata stesa su potrebbe essere anche di qualche decennio posteriore alla databilità del suo supporto ligneo. Quanto poi all'adorazione di Bafometto, dalla quale si vorrebbe trarre un indizio del possesso da parte dei Templari della Sindone, secondo molti storici essa altro non è che una delle molteplici false accuse mosse all'ordine cavalleresco, confermata solo dalla tortura cui i suoi appartenenti furono sottoposti, e strumentale, al pari delle altre accuse, alla decisione di sopprimere i Templari, sempre più temuti ed invisi a causa della loro crescente potenza politica ed economica. Più in generale poi alla tesi templare è mossa un'obiezione di ordine logico e storico. Se i templari fossero mai entrati in possesso della Sindone perché avrebbero tenuto segreta questa circostanza? Tutta la storia delle sante reliquie va in senso diametralmente opposto. Il possesso di una reliquia, e tanto più una reliquia di così alto significato, era infatti fonte di prestigio, potere e guadagno: la logica del tempo vorrebbe che essa fosse resa ben visibile. Ed infatti non si registrano nella storia altri casi di reliquie occultate, al contrario per “contenere” ed esporre le reliquie si edificano grandiose cattedrali che alla reliquia danno risalto e che possono ospitare i numerosi pellegrini che essa richiama. La segretezza del presunto possesso templare della Sindone allora altro non sarebbe, secondo i sostenitori della tesi contraria, che l'escamotage per dare apparente giustificazione al fatto che di questo possesso non vi è in realtà alcuna valida prova storica.

### I Catari
Secondo Jack Markwardt, sarebbero invece stati i Catari a custodire segretamente la Sindone nella loro fortezza di Montsegur; Goffredo di Charny potrebbe esserne entrato in possesso a seguito della confisca dei beni dei Catari (un documento del 1349 comprova che egli ricevette i proventi di una confisca, anche se non vi è citata la Sindone).

## Sindone ed iconografia cristologica

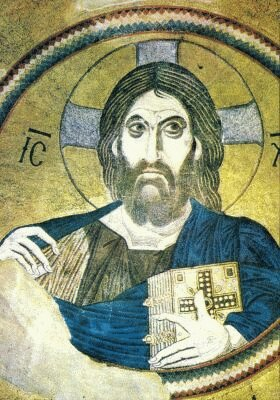
Cristo Pantocratore, Atene, mosaico dell'XI secolo

I sostenitori dell'autenticità della Sindone ritengono di trovare elementi a sostegno della loro tesi non solo in base ad argomenti storici, archeologici e scientifici, ma anche sulla base di alcune considerazioni di carattere iconografico. Si sostiene in particolare che l'immagine sindonica avrebbe influenzato l'iconografia dell'arte religiosa medievale ben prima del 1353 (comparsa della Sindone a Lirey) a comprova della precedente esistenza della reliquia e quindi della sua verosimile autenticità.
Queste posizioni evidenziano che nel periodo bizantino si affermano canoni di raffigurazione di Gesù che presentano elementi riconducibili direttamente alla Sindone di Torino. Questa relazione, se provata, spiegherebbe l'identificazione della Sindone con il Mandylion che, in virtù della sua origine ritenuta miracolosa, doveva certamente rappresentare un "modello autorevole" al quale gli artisti bizantini si ispirarono direttamente. Infatti, mentre nei primi secoli del cristianesimo Gesù era spesso dipinto come giovane imberbe, simile alle divinità pagane, successivamente si afferma la raffigurazione ancora oggi tradizionale di Cristo coi capelli lunghi e la barba, caratteristiche dell'uomo sindonico: Paul Vignon e Heinrich Pfeiffer elencano diverse caratteristiche tipiche delle icone bizantine, che corrispondono precisamente a particolari dell'immagine della Sindone di Torino:
- una o più ciocche di capelli corti in mezzo alla fronte, dove la Sindone presenta una macchia di sangue a forma di ricciolo;
- il sopracciglio destro più alto del sinistro;
- due segni sul naso, uno a forma di V e l'altro simile a un quadrato;
- la barba bipartita e leggermente spostata da un lato;
- la testa come staccata dal corpo;
- una guancia più gonfia dell'altra.

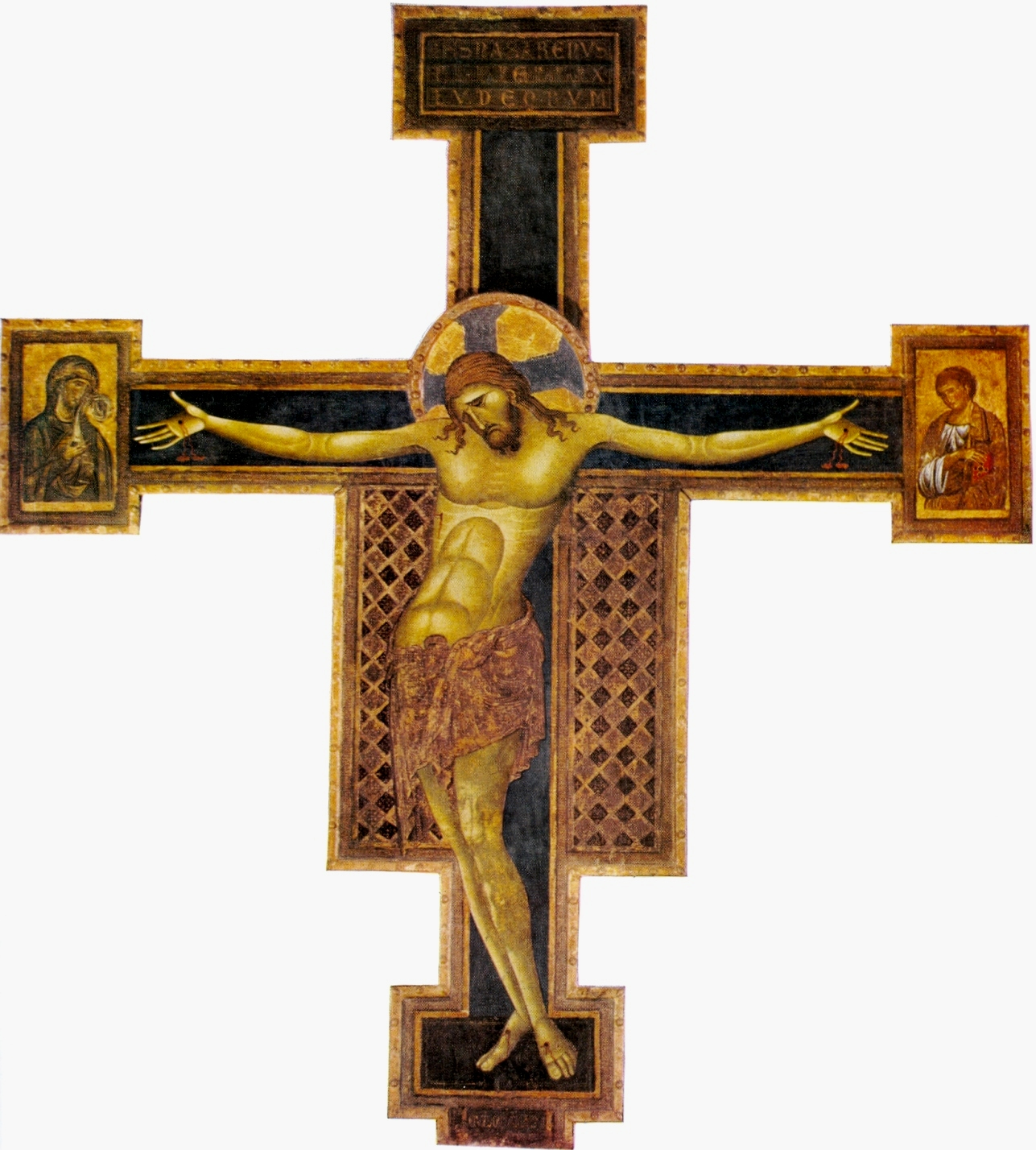
Giunta Pisano, Croce d’altare, metà del XIII secolo, Chiesa di San Domenico, Bologna

Altri cultori della materia sostengono che l'immagine sindonica sarebbe in relazione a quella che essi chiamano "curva bizantina", una particolare posizione di Gesù in croce, col corpo tutto spostato da un lato, tipica delle icone a partire dall'anno Mille, nonché all'uso russo di disegnare la croce col suppedaneo inclinato. A giudizio di costoro ciò deriverebbe dalla Sindone: in essa infatti la gamba sinistra, rimasta flessa a causa della rigidità cadaverica, appare più corta della destra.

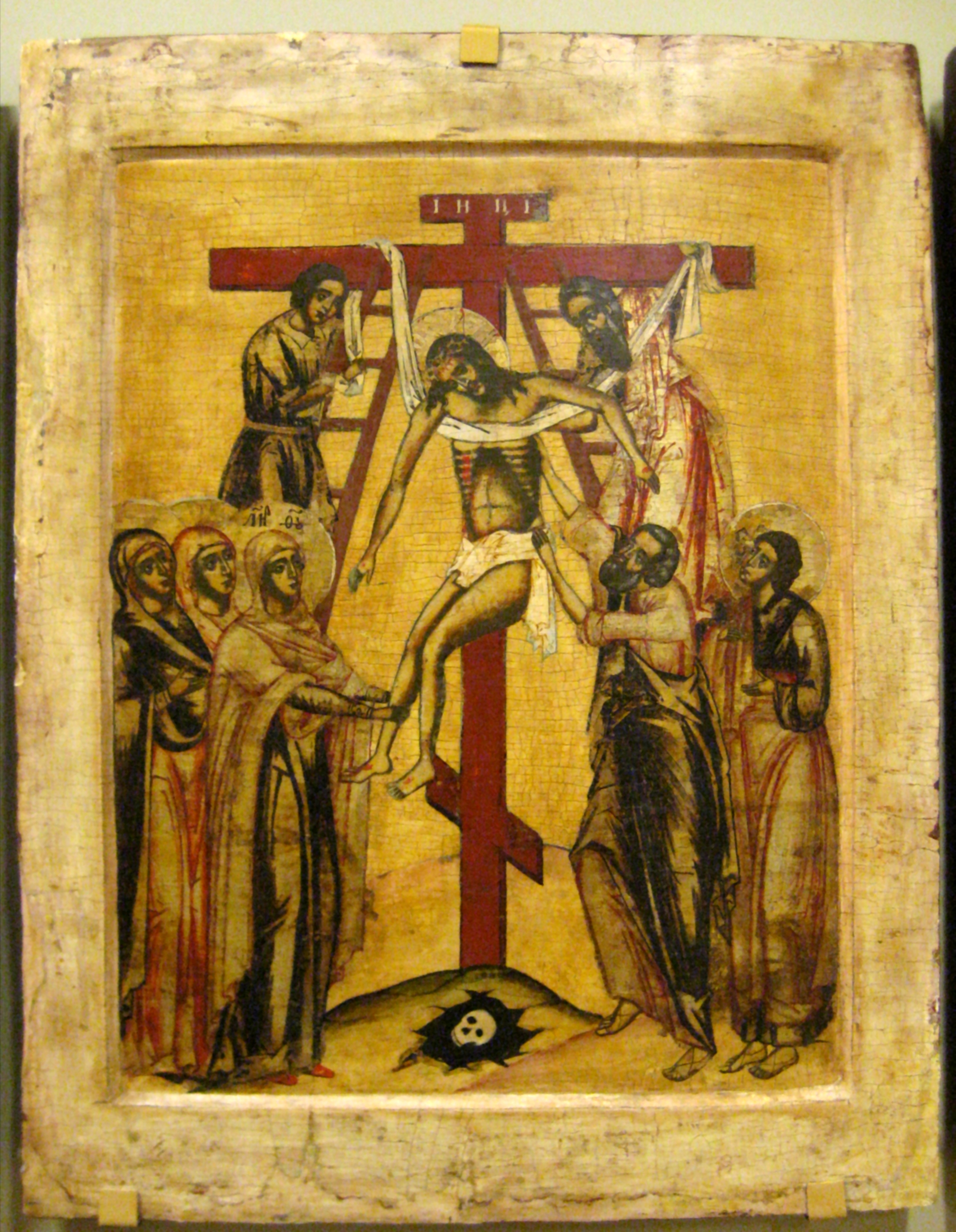
Croce Russa, XVII secolo, Kostroma

In definitiva, secondo questa originale ricostruzione, l'immagine sindonica avrebbe indotto gli iconografi a pensare che Gesù fosse zoppo e le rappresentazioni citate (l'inarcarsi del corpo di Cristo sulla Croce, la traversa obliqua dell'iconografia russa) ne sarebbero testimonianza.
In merito però occorre osservare che: quanto alla Croce russa ortodossa, la parte alta della terza traversa è sempre quella dove poggia il piede destro del Salvatore (cioè la gamba più “lunga”), il che è in evidente e stridente contraddizione con tutto l'assunto. D'altro canto che il braccio obliquo abbia questa inclinazione (alto a destra, basso a sinistra) non sembra casuale: infatti ben più accreditata interpretazione iconografica è che la parte alta del terzo braccio indichi il buon ladrone (a destra di Cristo) mentre quella bassa (a sinistra) pende verso il ladrone che non si pente. In realtà l'obliquità del terzo braccio allude alla bilancia e quindi al giudizio finale di cui la Croce stessa è simbolo.
Secondo un'altra interpretazione, il suppendano inclinato dell'iconografia russa alluderebbe alla crocifissione di Sant'Andrea, apostolo che nel mondo ortodosso ha un'importanza pari a quella di San Pietro per il cristianesimo occidentale. È universalmente noto che l'apostolo Andrea sia stato suppliziato su una croce a forma di X (crux decussata). In definitiva la traversa inclinata sarebbe l'inserzione nella Croce di Cristo della Croce di Andrea, primo tra gli apostoli per il cristianesimo orientale.
Sia come sia, nessuna delle interpretazioni accreditate dell'iconografia della croce russa prende in considerazione un'ipotetica zoppia del Redentore, "corretta" dall'inclinazione del terzo braccio.
Quanto poi alla cosiddetta “curva bizantina” nessuno studioso di storia dell'arte ha mai messo in relazione questo fenomeno all'immagine della Sindone. E soprattutto, a ben vedere, l'arco disegnato dal corpo del Redentore nell'arte bizantina non è mai particolarmente accentuato: basti guardare ad una delle più importanti produzioni bizantine al mondo su questo tema: il Crocifisso bizantino del San Matteo a Pisa. Come si vede, in quest'opera il corpo di Gesù è quasi dritto. Mentre, come è universalmente noto, ad accentuare fortemente l'arco sono stati celeberrimi artisti italiani (a partire da Giunta Pisano seguito da Cimabue), cioè artisti che, seguendo la tesi in commento, non avrebbero potuto subire la presunta influenza dell'immagine della Sindone di Torino. Su questo fenomeno storico-artistico (l'origine dell'iconografia del Christus patiens) esiste una copiosissima letteratura che mai fa riferimento alla Sindone, quanto piuttosto all'affermarsi, nel Duecento, dell'esigenza di una nuova spiritualità, soprattutto sulla scorta del diffondersi del Francescanesimo.
Vi è poi un'altra apparente contraddizione in questa ricostruzione iconografica. È diffusa tra coloro che sostengono l'autenticità della Sindone la tesi, volta a dimostrare l'identificazione tra il lenzuolo funebre e il Mandylion, che la Sindone fosse conservata ripiegata, di talché dell'immagine sindonica fosse visibile il solo volto e di qui la identificabilità tra le due reliquie. Nel senso che essendone visibile esclusivamente il volto si sarebbe diffusa la convinzione che quella che in realtà era la Sindone (ripiegata) fosse il Mandylion. Tuttavia, seguendo quest'assunto diventa poco comprensibile l'idea che l'immagine sindonica abbia generato la convinzione che Cristo fosse zoppo, di cui si intende dar prova con la raffigurazione inarcuata del corpo di Cristo sulla croce o con la raffigurazione russa del suppedaneo inclinato. Infatti, logica vorrebbe che il propagarsi di simile credenza, asseritamente riflessa nell'iconografia della crocifissione, presuppone che l'immagine della Sindone fosse visibile nella sua interezza. Solo così infatti si sarebbe potuta cogliere la differente lunghezza degli arti inferiori dell'uomo sindonico.
Tutto ciò tacendo del fatto che la diversa lunghezza delle gambe è giustificata con (controversi) fenomeni tanatologici solo dai sostenitori della tesi autenticista; per i sostenitori della tesi avversa si tratta, molto più banalmente, di un'imprecisione dell'autore del manufatto.

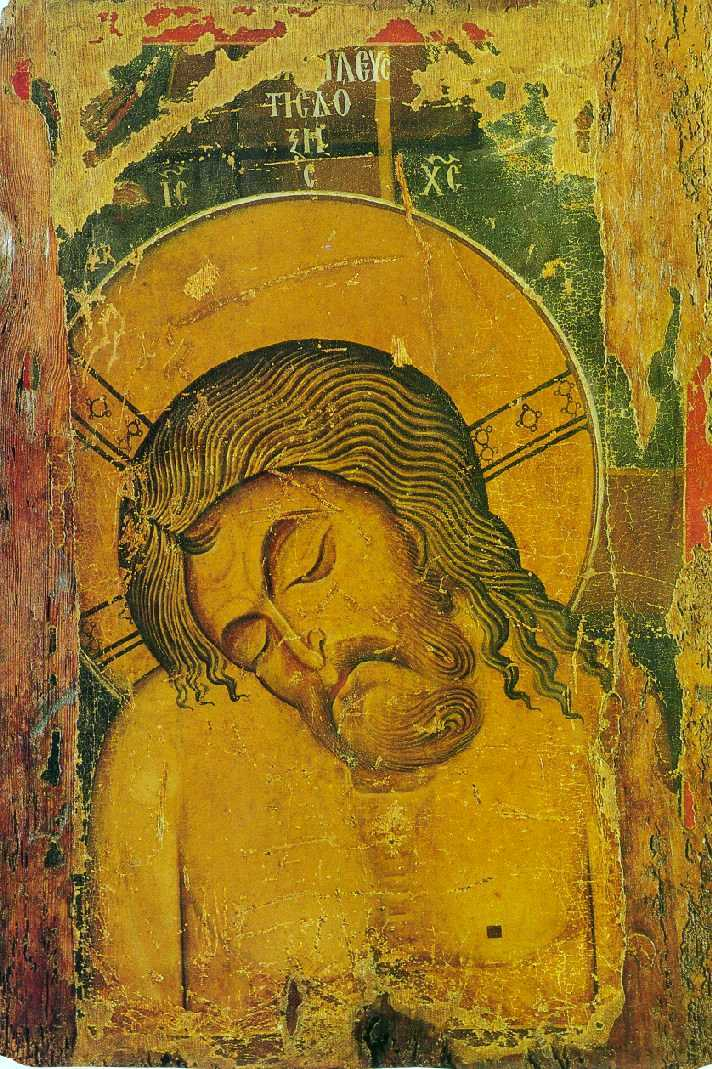
Akra Tapeinosis, XII secolo, Kastoria, Grecia

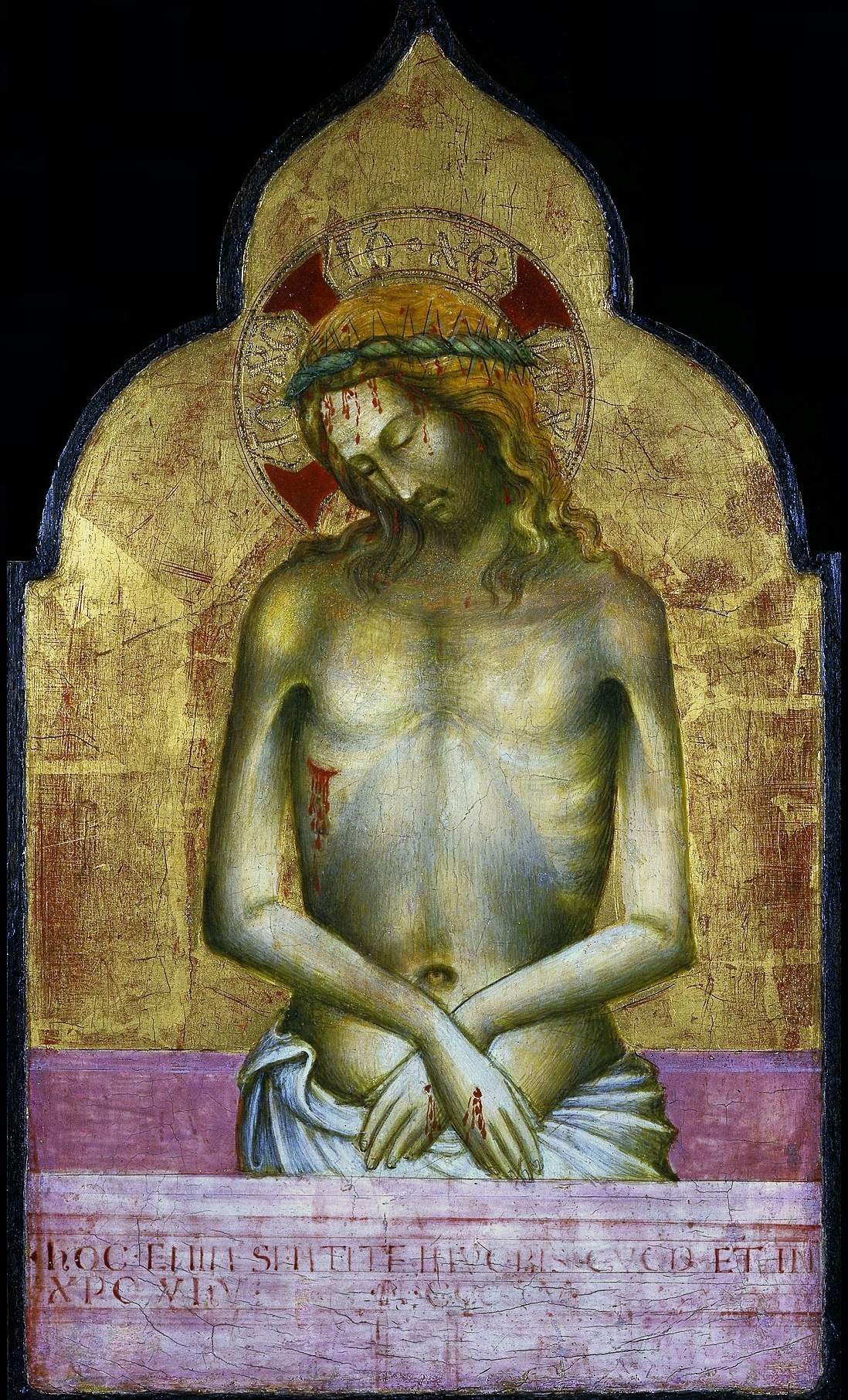
Maestro della Madonna Strauss, Imago pietatis, inizi XV secolo, Varsavia

Un'altra raffigurazione bizantina tipica di quel periodo, la Akra Tapeinosis, nota in occidente come Imago pietatis o Vir dolorum (in Italia anche come Cristo passo), mostra Gesù morto, con gli occhi chiusi e le mani incrociate sul ventre, che sporge fuori dal sepolcro dalla vita in su, in posizione eretta. Anche in ordine a questa raffigurazione qualcuno ha immaginato una derivazione dalla Sindone, che, secondo quanto riferisce Roberto di Clary, veniva esposta "tutta dritta", cioè con la figura di Cristo in verticale.
In merito a questa ipotesi si può però osservare, in linea generale, che la presunta affinità dell'Imago pietatis con l'immagine della Sindone potrebbe essere indice del contrario: è sostenibile che nella preparazione della Sindone il suo autore abbia tratto “ispirazione” dal Vir dolorum. Tanto più se si tiene conto che, se è vero che l'Imago pietatis ha origini bizantine (nel XII secolo), è altrettanto vero che questa iconografia avrà enorme fortuna in occidente e in particolare nella pittura gotica (XIV secolo): cioè proprio al tempo in cui la Sindone compare sulla scena. All'iconografia dell'Imago pietatis è stata dedicata una ponderosa analisi dallo studioso di fama internazionale Erwin Panofsky ove l'ipotesi della derivazione di questa dalla Sindone non è presa in considerazione.
La rappresentazione dell'Akra Tapeinosis (o Imago pieatis) è da mettere piuttosto in relazione con la dottrina della transustanziazione, cioè la credenza, dogma per i cristiani cattolici ed ortodossi, che durante la celebrazione eucaristica il corpo e il sangue di Cristo siano fisicamente presenti nell'ostia e nel vino consacrati. La posizione eretta di Gesù, che viene come “immerso” nel sepolcro, è quindi un'allusione al vino (cioè il sangue di Cristo) versato nel calice.
Non è un caso infatti che questa iconografia prende a diffondersi proprio quando (a cavallo tra il XII e il XIII secolo) la dottrina della transustanziazione riceve definitiva sanzione. Assai eloquenti sono alcune icone in cui il sepolcro è sostituito dal calice eucaristico.

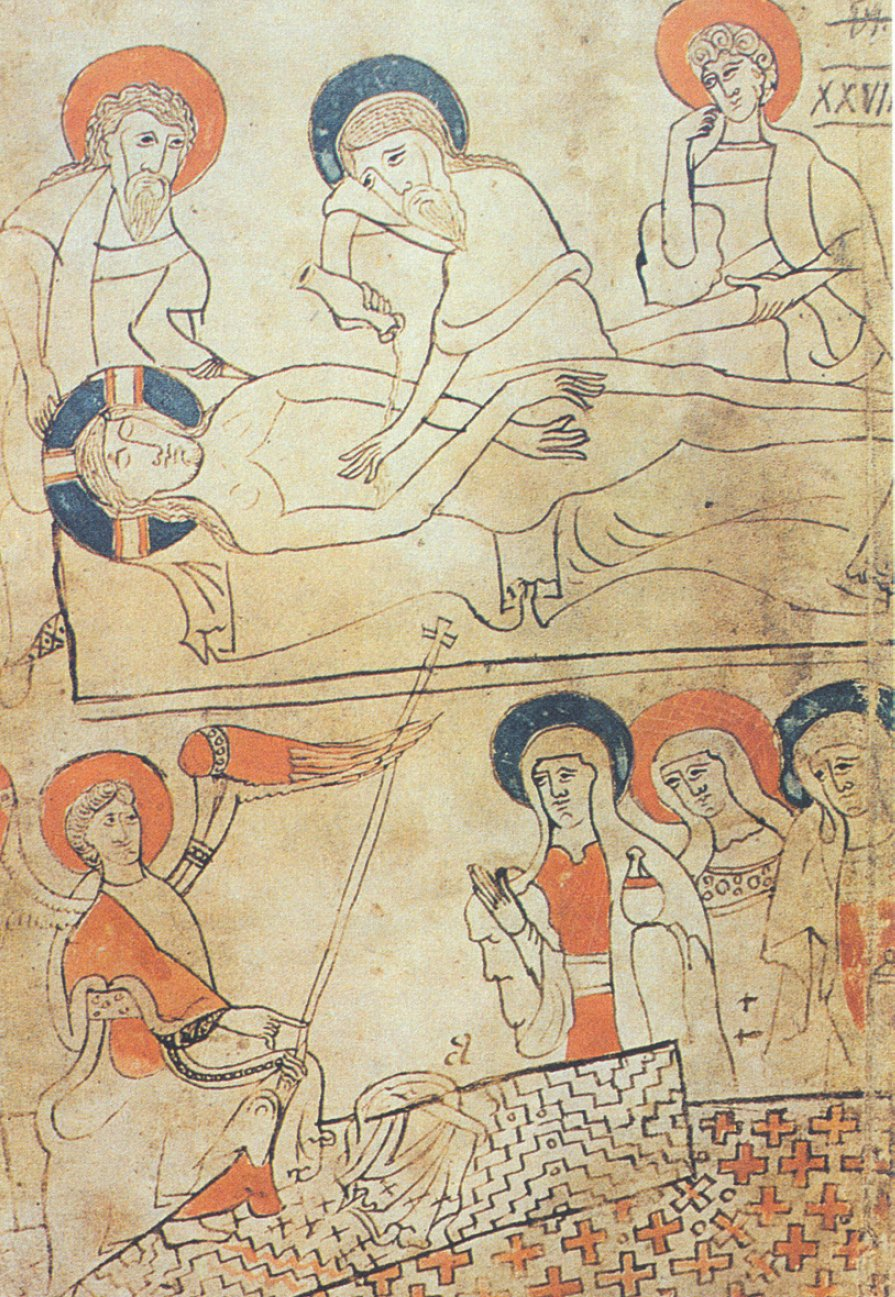
La sepoltura di Gesù (in alto) e la Sindone nel sepolcro vuoto (in basso), Codice Pray

Infine, una miniatura dipinta su un codice del tardo XII secolo (il Codice Pray, conservato a Budapest, datato tra il 1192 e il 1195) raffigura Gesù nel sepolcro con alcune caratteristiche che ricalcherebbero puntualmente l'iconografia di immagini sacre come quella sindonica. Nella parte superiore, il corpo di Cristo è completamente nudo, disteso sopra quello che sembra un telo morbido steso su quella che sembra una struttura rigida, con le mani incrociate sul ventre, la destra sopra la sinistra, e le mani sono prive dei pollici mentre le altre quattro dita sono distese.
L'interpretazione della parte inferiore dell'immagine non è univoca: secondo alcuni sindologi l'angelo presente indicherebbe il lenzuolo funebre, che presenterebbe un disegno geometrico che pare richiamare la trama "a spina di pesce" del tessuto, e su di esso sarebbero disegnati alcuni cerchietti in posizione corrispondente a piccole bruciature circolari presenti sulla Sindone di Torino. Altri studiosi contestano questa interpretazione, sostenendo che il lenzuolo è invece limitato al panno ripiegato visibile subito sotto quella che sembra la lettera "a", mentre i due "rettangoli" contenenti le croci e le linee a gradino sarebbero il sepolcro e, scostata, la lastra di pietra che lo copriva (questa è una rappresentazione tipica della scena, sia nelle raffigurazioni cattoliche che in quelle ortodosse); in questo caso i cerchietti presenti su questi sarebbero puramente ornamentali, comparendo peraltro anche sull'angelo e sul vestito di una delle tre donne. Tra gli scettici è stato anche fatto notare che il Cristo rappresentato dalle miniature del Codice Pray non ha la barba (al contrario di quello sindonico) e, in alcune miniature in cui sono maggiormente dettagliate le mani, presenta i segni dei chiodi nei palmi, al contrario di quello della Sindone che li ha nei polsi. Vi è da aggiungere che il presunto telo della scena inferiore (quello che per i sostenitori della tesa avversa è verosimilmente il coperchio del sepolcro) non reca alcuna immagine di Cristo, ma soltanto un motivo geometrico che solo agli occhi degli autenticisti sembra riprodurre la trama a spina di pesce della Sindone (tacendo peraltro che questa particolare tecnica di tessitura è considerata, per datazione, un argomento a sfavore dell'autenticità). Assenza che, seguendo la tesi della derivazione di questa miniatura dalla Sindone è assai singolare, in quanto nel momento rappresentato - Gesù è appena risorto - l'immagine sarebbe già stata impressa sul lenzuolo funebre. Anche il luogo di realizzazione di questa miniatura, l'Ungheria, non pare particolarmente coerente con la pretesa presenza della Sindone di Torino a Costantinopoli, dove sarebbe rimasta, secondo la tesi autenticista, fino al 1204.
Ulteriore singolarità dell'argomento iconografico a sostegno dell'autenticità della Sindone sta nel fatto che laddove l'immagine sindonica mostra punti di contatto con l'iconografia medioevale (i capelli lunghi, la barba e così via) ciò è visto come elemento a favore della storicità della reliquia in quanto sarebbe stata la Sindone la fonte seguita dagli artisti per raffigurare le sembianze umane del Messia. D'altro canto, però, lo stesso valore di prova viene attribuito agli elementi discordanti e soprattutto al fatto che l'uomo sindonico mostra i segni dei chiodi usati per il supplizio non nei palmi delle mani, come invece è costante nell'iconografia della Crocifissione, ma nei polsi, ciò che in effetti è più rispondente alla tecnica utilizzata dai Romani per questo tipo di esecuzione capitale. Quindi per gli aspetti coincidenti la Sindone è la fonte, se invece si registrano delle discordanze, ciò dimostrerebbe che la Sindone non è un manufatto, altrimenti, assumendo che l'autore della falsa reliquia si sarebbe necessariamente ispirato ai modelli correnti, non si spiegherebbe tale divergenza.